# Swedesboro
Swedesboro is een plaats (borough) in de Amerikaanse staat New Jersey, en valt bestuurlijk gezien onder Gloucester County.

## Geschiedenis
Swedesboro is in het midden van de 17e eeuw gesticht en maakte deel uit van de kolonie Nieuw-Zweden. De bewoners kwamen uit Zweden en Finland. In 1655 werd de nederzetting onderdeel van Nieuw-Nederland totdat het in 1664 in Engelse handen kwam.

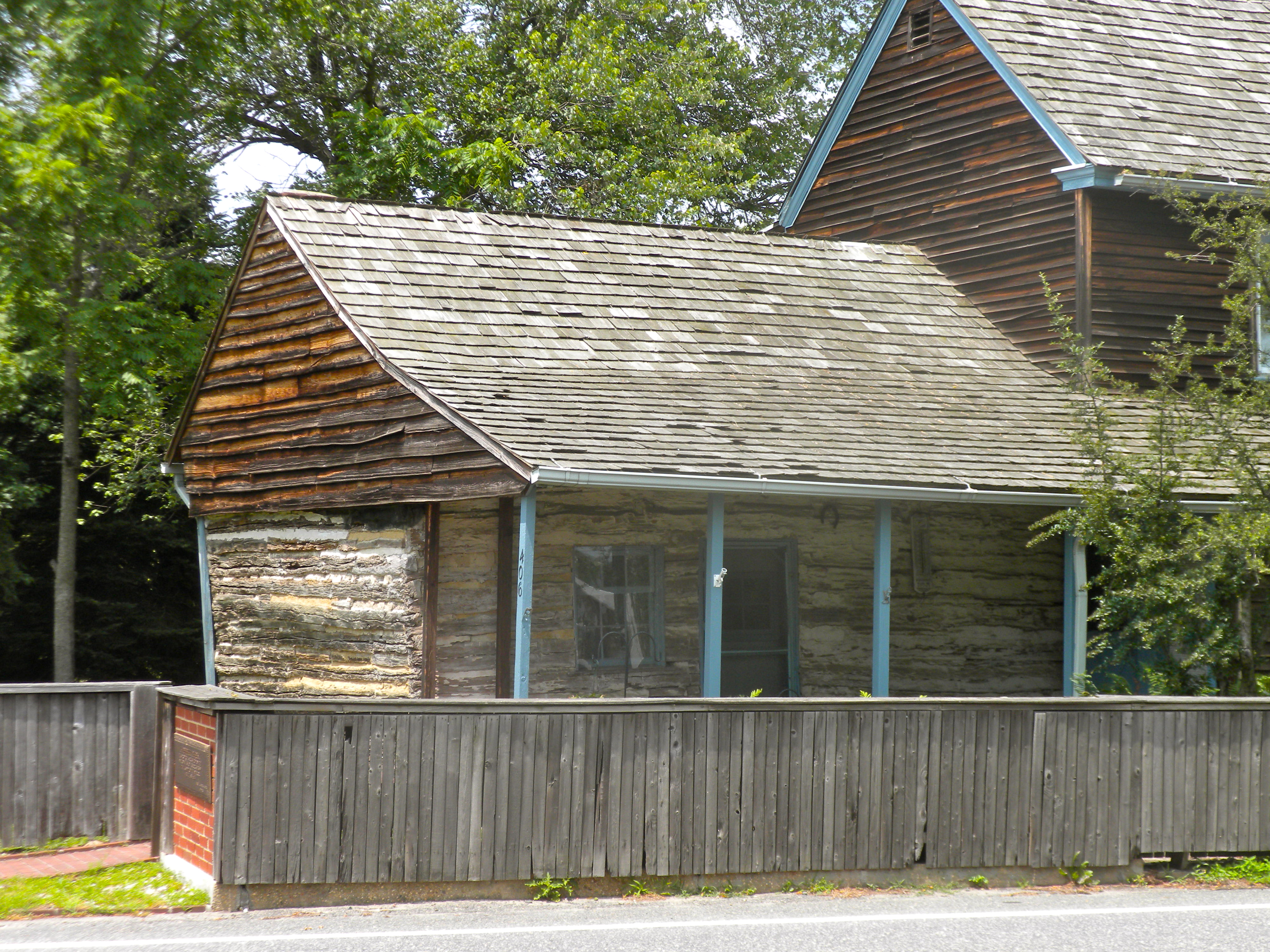
Nothnagle Log House

In 1691 werd de Kings Highway gebouwd, wat zorgde voor een toestroom van nieuwe kolonisten.
In 1765 werd de naam van de plaats gewijzigd van Raccoon in Swedesboro.
In Swedesboro staat de oudste blokhut van de Verenigde Staten: deze Nothnagle Log House is rond 1640 gebouwd door Antti Niilonpoika.

## Demografie
Bij de volkstelling in 2000 werd het aantal inwoners vastgesteld op 2055.
In 2006 is het aantal inwoners door het United States Census Bureau geschat op 2043, een daling van 12 (-0.6%).

## Geografie
Volgens het United States Census Bureau beslaat de plaats een oppervlakte van
2,0 km², waarvan 1,9 km² land en 0,1 km² water.

## Plaatsen in de nabije omgeving
De onderstaande figuur toont nabijgelegen plaatsen in een straal van 12 km rond Swedesboro.